# Otiorhynchus cribricollis

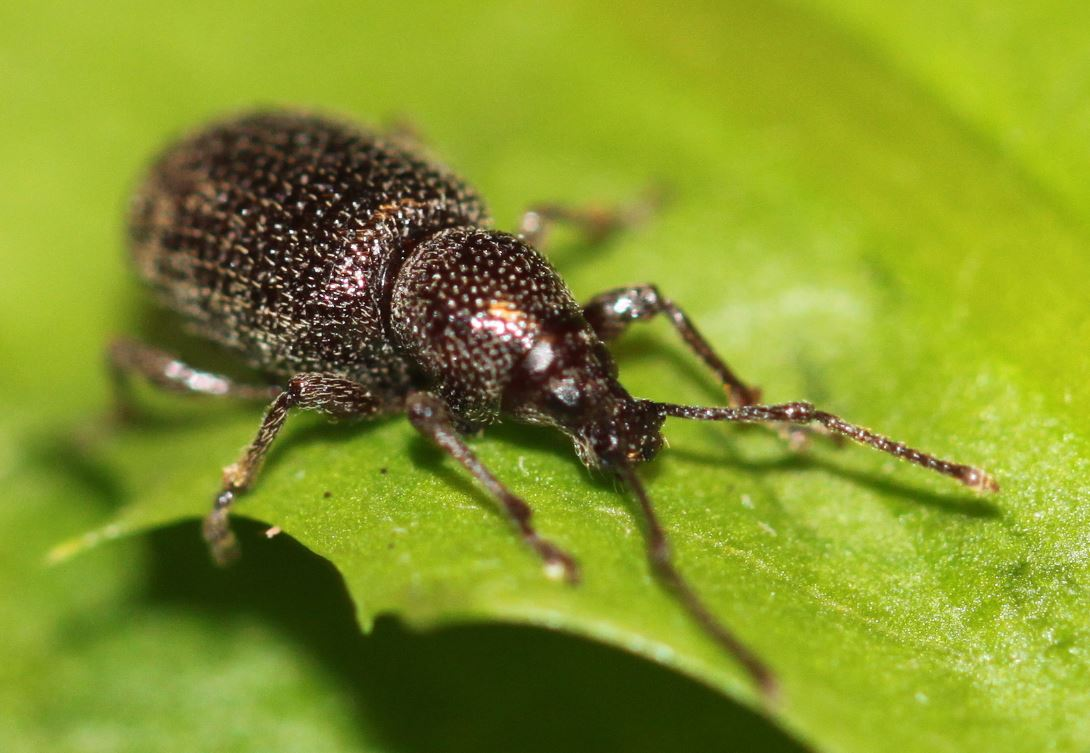
Otiorhynchus cf. cribricollis

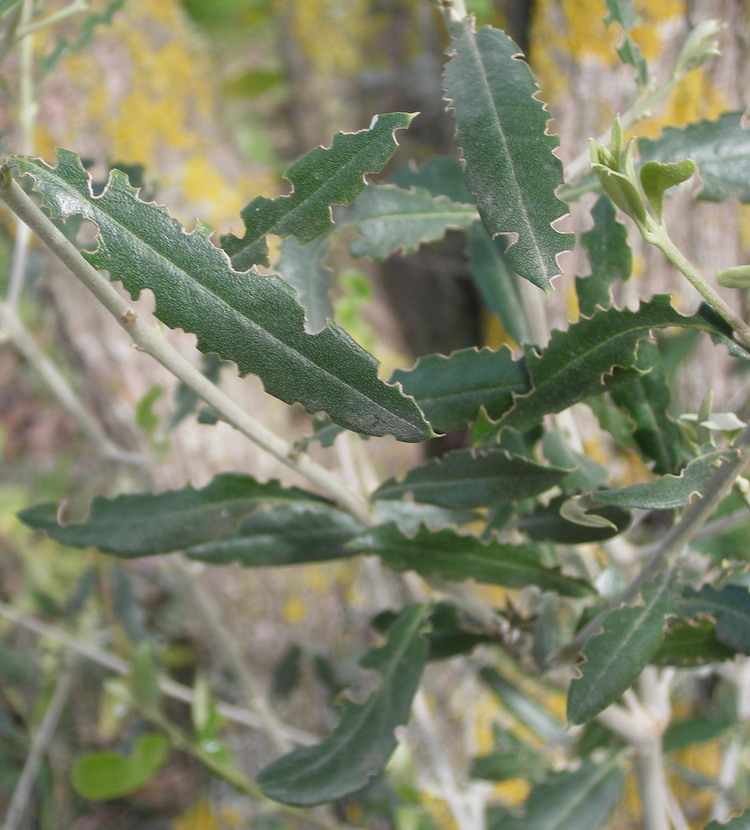
Fraßspuren an Blättern eines Olivenbaumes

Otiorhynchus cribricollis ist ein Käfer aus der Familie der Rüsselkäfer (Curculionidae).

## Merkmale
Die 7–8 mm langen Rüsselkäfer sind mit dunkelbräunlichen Schuppen bedeckt. Der Halsschild ist sehr grob punktiert. Die  Flügeldecken besitzen eine eiförmige Gestalt und sind zur Spitze hin nicht zugespitzt. Die groben Punktstreifen, die über die Flügeldecken verlaufen, sind mindestens so breit wie die Zwischenräume.

## Verbreitung
Das ursprüngliche Verbreitungsgebiet von Otiorhynchus cribricollis erstreckt sich über den europäischen Mittelmeerraum. Die Art hat sich in den Süden Mitteleuropas sowie nach Nordafrika ausgedehnt. Außerdem wurde die Art in Nordamerika, auf Hawaii, in Australien sowie in Neuseeland eingeschleppt. In Australien kommt der Rüsselkäfer in West- und in Südaustralien vor.

## Lebensweise
Otiorhynchus cribricollis ist eine parthenogenetische Art. Die adulten Käfer erscheinen (in der nördlichen Hemisphäre) ab Ende Mai. Die polyphagen Käfer fressen an den Blättern verschiedener Obst- und Zierbäume, insbesondere an Oliven-, Apfel- und Feigenbäumen sowie an Zitruspflanzen. Dabei fressen sie die Blätter vom äußeren Rand her kerbenförmig an. Außerdem gelten die Käfer in Australien als Schädlinge an Weinreben. Die flugunfähigen Käfer sind hauptsächlich nachts aktiv. Während dem Hochsommer legen die Käfer eine Ruhephase ein. Die Käfer legen ihre Eier gewöhnlich ab Oktober auf dem Erdboden ab. Nach 10–14 Tagen schlüpfen die Larven. Die Larven entwickeln sich im Erdreich, wo sie an Wurzeln fressen. Dabei durchlaufen sie 10 Stadien. Die Verpuppungsphase dauert zwischen 3 und 4 Wochen und findet üblicherweise im April und Mai statt.